# 布萊克克里克 (紐約州)
布萊克克里克（英語：Black Creek）是位於美國紐約州亞利加尼縣的非建制地區。

## 歷史
布萊克克里克的郵局自1825年營運至今。

## 地理
布萊克克里克所處的海拔為高於海平面460米（即1509英呎），而該地所採用的時區為UTC-5，即北美东部时区（EST）。同時該地設有夏令時間，為UTC-5調快一小時，即UTC-4（EDT）。